# Leptocereus
Leptocereus é um gênero botânico da família cactaceae.

## Sinonímia
Neoabbottia Britton & Rose

## Espécies
Leptocereus ekmanii

Leptocereus grantianus

Leptocereus maxonii

Leptocereus paniculatus